# Neotaenioglossa
Neotaenioglossa là một phân nhóm lớn các loài ốc biển. Danh pháp này được đặt ra ra bởi Haller vào năm 1882. Ponder và Warén (1988), Marquet (1997), đẵ đặt nhóm này vào siêu bộ Caenogastropoda. ITIS lại đặt chúng đồng nghĩa với Cerithioidea  Férussac, 1819 .
Bản Phân loại Động vật chân bụng (Bouchet & Rocroi, 2005) không tiếp tục ghi nhận phân nhóm này. Các họ thuộc nhóm này được phân về các nhánh Littorinimorpha, Neogastropoda và nhóm Ptenoglossa. Tất cả đều thuộc nhánh Hypsogastropoda.

## Các họ
- Aclididae G.O. Sars, 1878
- Annulariidae
- Aporrhaididae
- Assimineidae H. and A. Adams, 1856
- Atlantidae Wiegmann and Ruthe, 1832
- Barleeiidae
- Batillariidae
- Bithyniidae
- Bursidae Thiele, 1925
- Caecidae Gray, 1815
- Calyptraeidae Blainville, 1824
- Capulidae Fleming, 1822
- Carinariidae Blainville, 1818
- Cassidae Latreille, 1825
- Cerithiidae Fleming, 1822
- Cerithiopsidae H. and A. Adams, 1854
- Cypraeidae Rafinesque, 1815
- Elachisinidae
- Epitoniidae S.S. Berry, 1910
- Eulimidae
- Falsicingulidae
- Ficidae Conrad, 1867
- Haloceratidae
- Hipponicidae Troschel, 1861
- Hydrobiidae Simpson, 1865
- Janthinidae Leach, 1823
- Litiopidae
- Littorinidae Gray, 1840
- Modulidae
- Naticidae Guilding, 1834
- Obtortionidae
- Ovulidae Fleming, 1822
- Pelycidiidae
- Personidae
- Pickworthiidae
- Planaxidae Gray, 1850
- Pleuroceridae
- Potamididae H. and A. Adams, 1854
- Pterotracheidae Gray, 1840
- Ranellidae Gray, 1854
- Rissoidae Gray, 1847
- Siliquariidae Anton, 1839
- Skeneopsidae Iredale, 1915
- Strombidae Rafinesque, 1815
- Thiaridae
- Tonnidae Peile, 1926
- Tornidae
- Triphoridae Gray, 1847
- Triviidae Trochel, 1863
- Truncatellidae Gray, 1840
- Turritellidae Clarke, 1851
- Vanikoridae Gray, 1845
- Velutinidae Gray, 1840
- Vermetidae Rafinesque, 1815
- Vitrinellidae Bush, 1897
- Xenophoridae Philippi, 1853